# فين فاست
فين فاست (بالإنجليزية: VinFast)‏ هي شركة سيارات خاصة يقع مقرها الرئيسي في فيتنام.